# Gani Bobi
Gani Bobi, född den 20 november 1943, död den 17 juli 1995, var en albansk forskare och sociolog.
Gani Bobi läste albansk språk och litteratur vid Pristinas universitet. Han läste vidare i samhällsvetenskapliga fakulteten vid Belgrad universitet och år 1986 avlade han doktorsexamen i sociologi.
Gani Bobi har varit verksam som författare och hans samlade verk inrymmer fem delar.
Ett center för humanistisk forskning i Kosovo bär hans namn.